# Turyngbert
Turyngbert (ok. 740 - ok. 770) – hrabia Wormacji i Rheingau od 764 roku. Był synem Roberta I z Wormacji i jego żony Williswindy. Imię jego małżonki jest nieznane. Wiadomo jedynie, że jego dzieckiem był Robert II Hesbaye (zm. 12 lipca 807). Brak także wiarygodnych informacji o jego panowaniu.